# Allen H. Turnage
Allen Hal Turnage (3 janvier 1891 – 22 octobre 1971) est un général du Corps des Marines des États-Unis qui a obtenu la Croix de la Marine et la Médaille du service distingué alors qu'il dirigeait la 3e division de Marines à Bougainville et à Guam pendant la Seconde Guerre mondiale.

## Biographie
Allen Turnage naît le 3 janvier 1891 à Farmville, en Caroline du Nord.
Il fréquente l'Université de Caroline du Nord avant d'entrer dans le Corps des Marines en tant que sous-lieutenant le 17 novembre 1913. Après 17 mois d'instruction à l'école des officiers de marine de Norfolk, en Virginie, il rejoint la première brigade à Haïti en 1915 et participe à des expéditions contre des Cacos hostiles dans le nord d'Haïti, puis est affecté au service de la gendarmerie haïtienne jusqu'en août 1918.
Quasi immédiatement, il est envoyé en France où il sert comme commandant du bataillon de mitrailleuses de la 5e brigade de Marines.
Après la Première Guerre mondiale, il est instructeur à l'école des officiers de marine de Quantico ; et sert de nouveau dans la gendarmerie d'Haïti de 1922 à 1925. Il suit ensuite des cours d'officiers de terrain à Quantico. Plus tard, entre deux périodes de service au quartier général du Corps des Marines, il est affecté au service en mer dans l'état-major des 3e et 4e divisions de cuirassés.
En 1935, le général Turnage est nommé directeur de l'école de base des officiers de marine au chantier naval de Philadelphie, puis sert avec le 1er bataillon, 5e Marines, en tant que commandant de bataillon et officier exécutif du régiment, respectivement. Commandé outre-mer en 1939, il sert comme commandant des forces maritimes dans le nord de la Chine et commandant du détachement des marines à l'ambassade américaine de Pékin. Il retourne au quartier général du Corps des Marines en avril 1941 et est directeur de la division des plans et des politiques lorsque la Seconde Guerre mondiale éclate.
En juin 1942, le général Turnage reçoit l'ordre de rejoindre le Marine Corps Base Camp Lejeune, en Caroline du Nord, pour prendre le commandement de la base et de son centre d'entraînement, qui comprend l'organisation et l'entraînement de deux équipes de combat régimentaires pour la 3e division de Marines. En octobre, il rejoint la 3e division nouvellement formée en tant que commandant adjoint de la division, devenant général commandant sur Guadalcanal en septembre 1943. Il dirige ensuite la division lors du débarquement sur le cap Torokina à Bougainville en 1943, et lors de la reprise de Guam en 1944.
Après deux ans avec la 3e division, en septembre 1944, le général Turnage est affecté au quartier général du Corps des Marines en tant que directeur du personnel et, plus tard, en tant que commandant adjoint du Corps des Marines. En mai 1946, l'Université de Caroline du Nord lui décerne le diplôme honorifique de docteur en droit. Sa dernière affectation est en tant que général commandant, Fleet Marine Force, Pacific.
Le général Turnage prend sa retraite du service actif le 1er janvier 1948 et est promu au rang quatre étoiles à la retraite en raison d'avoir été spécialement félicité pour son héroïsme au combat.
Le général Turnage décède à l'hôpital naval de Bethesda le 22 octobre 1971 et est enterré avec les honneurs militaires dans la section 5 du cimetière national d'Arlington.
Sa femme, Hannah Pyke Torrey Turnage (23 octobre 1895 - 20 mars 1982), qu'il a épousée le 21 juillet 1920, est enterrée avec lui.

## Récompenses et décorations
|             |             |             |                                         |
|             |             | Bronze star | Bronze star · Bronze star               |
| Bronze star |             | Bronze star |                                         |
|             | Bronze star |             | Bronze star · Bronze star · Bronze star |
|             |             |             |                                         |

| 1re rangée | Navy Cross                                             | Navy Cross                                             | Navy Cross                                             | Navy Cross                                             | Navy Cross                                             | Navy Cross                                             | Navy Cross                                             | Navy Cross                                             | Navy Cross                                                           | Navy Cross                                                           | Navy Cross                                                           | Navy Cross                                                           | Navy Cross                                              | Navy Cross                                              |                                                         |                                                         |
| 2e rangée  | Navy Distinguished Service Medal                       | Navy Distinguished Service Medal                       | Navy Distinguished Service Medal                       | Navy Distinguished Service Medal                       | Legion of Merit                                        | Legion of Merit                                        | Legion of Merit                                        | Legion of Merit                                        | Navy Presidential Unit Citation avec une star                        | Navy Presidential Unit Citation avec une star                        | Navy Presidential Unit Citation avec une star                        | Navy Presidential Unit Citation avec une star                        | Navy Unit Commendation avec deux stars                  | Navy Unit Commendation avec deux stars                  | Navy Unit Commendation avec deux stars                  | Navy Unit Commendation avec deux stars                  |
| 3e rangée  | Marine Corps Expeditionary Medal avec une service star | Marine Corps Expeditionary Medal avec une service star | Marine Corps Expeditionary Medal avec une service star | Marine Corps Expeditionary Medal avec une service star | Haitian Campaign Medal (1917)                          | Haitian Campaign Medal (1917)                          | Haitian Campaign Medal (1917)                          | Haitian Campaign Medal (1917)                          | World War I Victory Medal avec une agrafe France & Maltese cross     | World War I Victory Medal avec une agrafe France & Maltese cross     | World War I Victory Medal avec une agrafe France & Maltese cross     | World War I Victory Medal avec une agrafe France & Maltese cross     | Nicaraguan Campaign Medal (1933)                        | Nicaraguan Campaign Medal (1933)                        | Nicaraguan Campaign Medal (1933)                        | Nicaraguan Campaign Medal (1933)                        |
| 4e rangée  | China Service Medal                                    | China Service Medal                                    | China Service Medal                                    | China Service Medal                                    | American Defense Service Medal avec une agrafe de Base | American Defense Service Medal avec une agrafe de Base | American Defense Service Medal avec une agrafe de Base | American Defense Service Medal avec une agrafe de Base | American Campaign Medal                                              | American Campaign Medal                                              | American Campaign Medal                                              | American Campaign Medal                                              | Asiatic-Pacific Campaign Medal avec trois service stars | Asiatic-Pacific Campaign Medal avec trois service stars | Asiatic-Pacific Campaign Medal avec trois service stars | Asiatic-Pacific Campaign Medal avec trois service stars |
| 5e rangée  | World War II Victory Medal                             | World War II Victory Medal                             | World War II Victory Medal                             | World War II Victory Medal                             | Haitian Distinguished Service Medal                    | Haitian Distinguished Service Medal                    | Haitian Distinguished Service Medal                    | Haitian Distinguished Service Medal                    | Dominican Order of Military Merit (en), 2e classe avec insigne blanc | Dominican Order of Military Merit (en), 2e classe avec insigne blanc | Dominican Order of Military Merit (en), 2e classe avec insigne blanc | Dominican Order of Military Merit (en), 2e classe avec insigne blanc | Nicaraguan Medal of Distinction avec diplôme            | Nicaraguan Medal of Distinction avec diplôme            | Nicaraguan Medal of Distinction avec diplôme            | Nicaraguan Medal of Distinction avec diplôme            |

### Navy Cross citation
TURNAGE, ALLEN H.

Major général, U.S. Marine Corps

Général commandant, 3e division de Marines

Date d'action : 1er au 27 novembre 1943
Citation :

« La Navy Cross est présentée à Allen H. Turnage, major général, US Marine Corps, pour son héroïsme extraordinaire en tant que général commandant de la force de débarquement de la troisième division de marine (renforcée), lors de l'établissement d'une tête de pont dans la région des îles Salomon à partir du 1er au 27 novembre 1943. Menant son commandement avec intrépidité et agressivité audacieuse, le major général Turnage s'est fréquemment exposé aux tirs nourris de l'ennemi tout au long du débarquement et des opérations essentielles à l'atteinte et à la consolidation de la dernière ligne de tête de pont dans la baie de l'Impératrice-Augusta, sur l'île de Bougainville. Son courage remarquable, son leadership distingué et son dévouement résolu au devoir tout au long de cette période ont été une source d'inspiration pour les officiers et les hommes sous son commandement et conformément aux plus hautes traditions du service naval des États-Unis »

— SPOT AWARD, série 0049 (SofN signé le 5 septembre 1944)